# Leucopitermes
Leucopitermes es un género de termitas  perteneciente a la familia Termitidae que tiene las siguientes especies:

## Especies
1. Leucopitermes leucops
2. Leucopitermes paraleucops